# Campeonato Sudamericano 1910
Das Campeonato Sudamericano fand vom 27. Mai bis zum 12. Juni 1910 in Argentinien statt. Dieser Wettbewerb wurde zu Ehren des 100. Jahrestages der Mai-Revolution im spanischen Vizekönigreich Río de la Plata vom 25. Mai 1810 ausgetragen und wird deswegen rückblickend auch häufig als Copa Centenario Revolución de Mayo bezeichnet. Er war das erste internationale Turnier in Südamerika, an dem mehr als zwei Fußballnationen teilnahmen. Bis dahin gab es nur Wettbewerbe, die zwischen den Fußballnationalmannschaften Uruguays und Argentiniens ausgetragen wurden, wie die Copa Newton, die Copa Lipton und den Gran Premio de Honor Argentino.
Da an diesem Turnier drei der späteren vier Gründungsmitglieder der CONMEBOL teilnahmen, kann es als Vorläufer des gleichnamigen Wettbewerbs Campeonato Sudamericano, der heutigen Copa América, angesehen werden. Häufig wurde es danach sogar zur ersten Copa América aufgewertet. Jedoch wird es weder von einer zeitgenössischen Quelle noch von der CONMEBOL oder von den beteiligten Verbänden als erste Südamerikameisterschaft der Geschichte bezeichnet. Auch erhob Argentinien bisher keinen Anspruch auf den Titel eines Südamerikameisters von 1910. Stattdessen gilt das deutlich an den inoffiziellen Vorgänger angelehnte Campeonato Sudamericano 1916, das anlässlich der vollendeten Unabhängigkeit der Vereinigten Provinzen des Río de la Plata (heute Argentinien) vom 9. Juli 1816 veranstaltet wurde, aber gleichzeitig auch zur Gründung der CONMEBOL führte, als erstes offizielles Turnier.
Das Turnier wurde im Ligamodus ausgetragen. Die drei Spiele wurden in Buenos Aires in drei verschiedenen Stadien, im Cancha de Gimnasia y Esgrima, im Cancha de Belgrano und in den Colegiales en Palermo ausgetragen. Alle drei Stadien fassten damals etwa 8.000 bis 10.000 Zuschauer. Turniersieger wurde Gastgeber Argentinien.

## Die Spiele
| Pl. | Land        | Sp. | S | U | N | Tore    | Diff. | Punkte |
| --- | ----------- | --- | - | - | - | ------- | ----- | ------ |
| 1.  | Argentinien | 2   | 2 | 0 | 0 | 009:200 | +7    | 04:0   |
| 2.  | Uruguay     | 2   | 1 | 0 | 1 | 004:400 | ±0    | 02:20  |
| 3.  | Chile       | 2   | 0 | 0 | 2 | 001:800 | −7    | 0:40   |

### Uruguay – Chile 3:0 (1:0)
| Uruguay                                                     | Uruguay | Chile | Chile |
| ----------------------------------------------------------- | --- | --- | ----- |
| Uruguay                                                     | \| 29. Mai 1910 in Buenos Aires (Cancha de Gimnasia y Esgrima) \| \| Zuschauer: 6.000 \| \| Schiedsrichter: Maximiliano Susán ( Argentinien) \| | \| 29. Mai 1910 in Buenos Aires (Cancha de Gimnasia y Esgrima) \| \| Zuschauer: 6.000 \| \| Schiedsrichter: Maximiliano Susán ( Argentinien) \| | Chile |
| Uruguay                                                     | Saporiti – Bertone, Crocker – Peña, Harley, Zuazú – Buck, Dacal, Piendibene, Raymondo, Brachi                                                   | Gibson – Ashe, McWilliams – Hormazábal, Allen, González – Robson, Simmons, Campbell, Hamilton, Acuña                                            | Chile |
| Uruguay                                                     | 1:0 Piendibene (5.) 2:0 Bracchi (75.) 3:0 Buck (85.)                                                                                            | | Chile |
| 29. Mai 1910 in Buenos Aires (Cancha de Gimnasia y Esgrima) | | |       |
| Zuschauer: 6.000                                            | | |       |
| Schiedsrichter: Maximiliano Susán ( Argentinien)            | | |       |

### Argentinien – Chile 5:1 (3:0)
| Argentinien                                                 | Argentinien | Chile | Chile |
| ----------------------------------------------------------- | --- | --- | ----- |
| Argentinien                                                 | \| 5. Juni 1910 in Buenos Aires (Cancha de Gimnasia y Esgrima) \| \| Zuschauer: 2.500 \| \| Schiedsrichter: León Peyrou ( Uruguay) \| | \| 5. Juni 1910 in Buenos Aires (Cancha de Gimnasia y Esgrima) \| \| Zuschauer: 2.500 \| \| Schiedsrichter: León Peyrou ( Uruguay) \| | Chile |
| Argentinien                                                 | Wilson – Jorge G. Brown, Juan Domingo Brown – Jacobs, E. Brown, Ginocchio – Weiss, Susán, Hayes, Malbrán, Viale                       | Gibson – Ashe, McWilliams – Hormazábal, Allen, González – Robson, Campbell, Sturguess, Hamilton, Davidson                             | Chile |
| Argentinien                                                 | 1:0 Viale (16.) 2:0 Hayes (26.) 3:0 Hayes (40.) 4:1 Weiss (66.) 5:1 Susán (82.)                                                       | 3:1 Campbell (50.) | Chile |
| 5. Juni 1910 in Buenos Aires (Cancha de Gimnasia y Esgrima) | | |       |
| Zuschauer: 2.500                                            | | |       |
| Schiedsrichter: León Peyrou ( Uruguay)                      | | |       |

### Argentinien – Uruguay 4:1 (2:0)
| Argentinien                                                  | Argentinien | Uruguay | Uruguay |
| ------------------------------------------------------------ | --- | --- | ------- |
| Argentinien                                                  | \| 12. Juni 1910 in Buenos Aires (Cancha de Gimnasia y Esgrima) \| \| Zuschauer: 8.000 \| \| Schiedsrichter: Armando Bergalli ( Chile) \| | \| 12. Juni 1910 in Buenos Aires (Cancha de Gimnasia y Esgrima) \| \| Zuschauer: 8.000 \| \| Schiedsrichter: Armando Bergalli ( Chile) \| | Uruguay |
| Argentinien                                                  | Wilson – Jorge G. Brown, Juan Domingo Brown – Jacobs, E. A. Brown, Ginocchio – González, Susán, Hayes, Watson Hutton, Viale               | Saporiti – Bertone, Benincasa – Peña, Aphesteguy, Zuazú – Buck, Dacal, Piendibene, Raymonda, Brachi                                       | Uruguay |
| Argentinien                                                  | 1:0 Viale (15.) 2:0 Hayes (43.) 3:0 Watson Hutton (50.) 4:1 Susán (64.)                                                                   | 3:1 Piendibene (58.) | Uruguay |
| 12. Juni 1910 in Buenos Aires (Cancha de Gimnasia y Esgrima) | | |         |
| Zuschauer: 8.000                                             | | |         |
| Schiedsrichter: Armando Bergalli ( Chile)                    | | |         |

## Torschützen
Nachfolgend sind die besten Torschützen aufgeführt. Die Sortierung erfolgt nach Anzahl ihrer Treffer, bei gleicher Toranzahl alphabetisch.
| \| Rang \| Spieler \| Tore \| \| ---- \| --------------------- \| ---- \| \| 1 \| Juan Enrique Hayes \| 3 \| \| 2 \| José Piendibene \| 2 \| \| \| Maximiliano Susán \| 2 \| \| \| José N. Viale \| 2 \| \| 5 \| José Brachi \| 1 \| \| \| Robert Sidney Buck \| 1 \| \| \| Colin Campbell \| 1 \| \| \| Arnold Watson Hutton \| 1 \| \| \| Gottlob Eduardo Weiss \| 1 \| |                       |      |
| Rang | Spieler               | Tore |
| 1 | Juan Enrique Hayes    | 3    |
| 2 | José Piendibene       | 2    |
| | Maximiliano Susán     | 2    |
| | José N. Viale         | 2    |
| 5 | José Brachi           | 1    |
| | Robert Sidney Buck    | 1    |
| | Colin Campbell        | 1    |
| | Arnold Watson Hutton  | 1    |
| | Gottlob Eduardo Weiss | 1    |

## Bemerkungen
Argentinien wurde seiner Favoritenrolle gerecht. Die Argentinier dominierten in diesen Jahren den Fußball in Südamerika. Dies wird auch an der damaligen Länderspielbilanz der Argentinier gegen ihren großen Rivalen Uruguay deutlich. Bis zum klaren 4:1-Erfolg bei diesem Turnier hatten sie im Duell mit den „Urus“ in 13 Vergleichen achtmal gewonnen und nur zweimal verloren bei drei Unentschieden. Auch diesmal gab es für Uruguay nichts zu holen.
Uruguays Niederlage gegen Argentinien war damals keine Überraschung. Die Argentinier stellten damals das eindeutig stärkere Team. Erst ab der Mitte des Jahrzehnts zogen die „Urus“ mit ihren südlichen Nachbarn gleich. Insbesondere bei der Copa América und bei den anderen großen Turnieren waren sie dann sogar bis in die 30er-Jahre hinein erfolgreicher.
Für Chile begann im Umfeld dieses Turnier seine Länderspielgeschichte. Eine 1:3-Niederlage gegen Argentinien zwei Tage vor Turnierbeginn war das erste Länderspiel der Chilenen. Sie waren dabei gegen ihre Konkurrenz absolut chancenlos, wenn sie auch die Argentinier durch ihren 1:0-Führungstreffer durch Frank Simmons etwas ärgern konnten.

## Mannschaftsaufgebote
Argentinien: Enrique Rojo (Torwart, Estudiantes de La Plata), Carlos T. Wilson (Torwart, Atlético San Isidoro), Luis Vernet Amadeo (Gimnasia y Esgrima Buenos Aires), Ernesto A. Brown (Alumni Buenos Aires), Jorge Gibson Brown (Alumni), Juan Domingo Brown (Alumni), Arturo A. Chiappe (River Plate), Elías Fernández (River Plate), Santiago Pío Gallino (Gimnasia y Esgrima Buenos Aires), Armando G. Ginocchio (Newell’s Old Boys Rosario), Manuel P. González (Newell’s Old Boys), Haroldo M. Grant (CA Belgrano Buenos Aires), Juan Enrique Hayes (Rosario Central), Arturo G. Jacobs (Alumni), Maximilian Susán (Estudiantes de La Plata), José N. Viale (Newell’s Old Boys), Arnoldo P. Watson-Hutton (Alumni). Kein Trainer
Uruguay: Cayetano Saporiti (Torwart, Montevideo Wanderers), Martín Aphesteguy (Montevideo Wanderers), José Benincasa (River Plate FC), Juan Carlos Bertone (Montevideo Wanderers), José Brachi (Dublin), Robert Sidney Buck (Montevideo Wanderers), Frederico Crocker (Dublin), Pablo Dacal (River Plate FC), Juan Harley (CURCC), Vicente Módena (River Plate FC), Juan Peña (Nacional Montevideo), José Piendibene (CURCC), Santiago Raymonda (River Plate FC), Pedro Zuazú (Nacional Montevideo). Spielertrainer: Juan Carlos Bertone
Chile: Leonard Gibson (Torwart, Valparaíso FC), Arturo Acuña (Santiago Wanderers Valparaíso), Henry Allen (Unión Santiago), E. F. Ashe (Badminton FC Valparaíso), Luis Barriga (Santiago National FC), Colin Campbell (Santiago National FC), J. P. Davidson (Badminton FC Valparaíso), Próspero González (Arco Iris Santiago), J. Hamilton (Valparaíso FC), Carlos Hormazábal (Magallanes Santiago), Andrés Hoyl (Badminton FC Valparaíso), J. McWilliams (Badminton FC Valparaíso), Joseph Robson (English FC Santiago), Frank Simmons (Badminton FC Valparaíso). Kein Trainer